# Johann Voldemar Jannsen

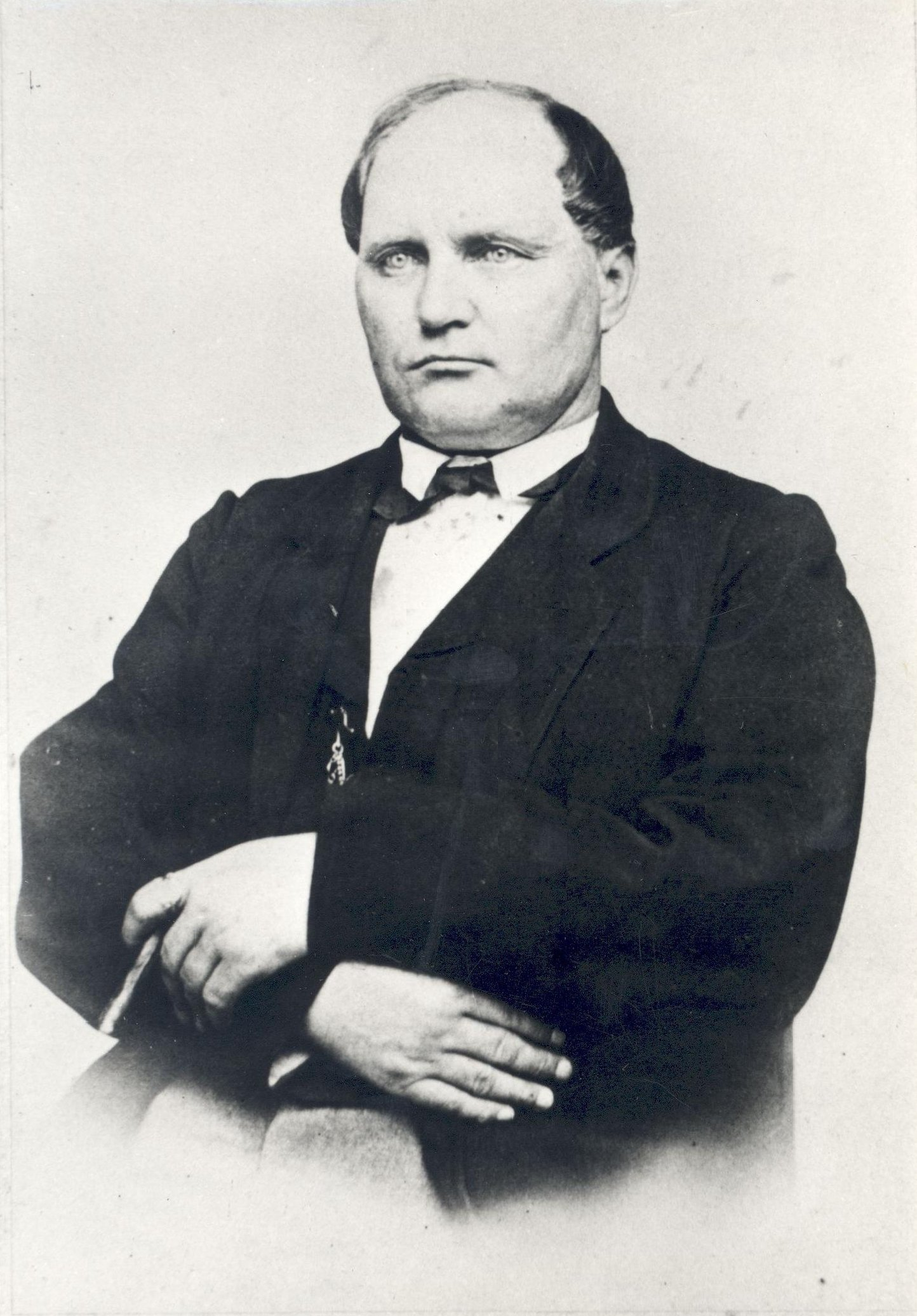
Johann Voldemar Jannsen

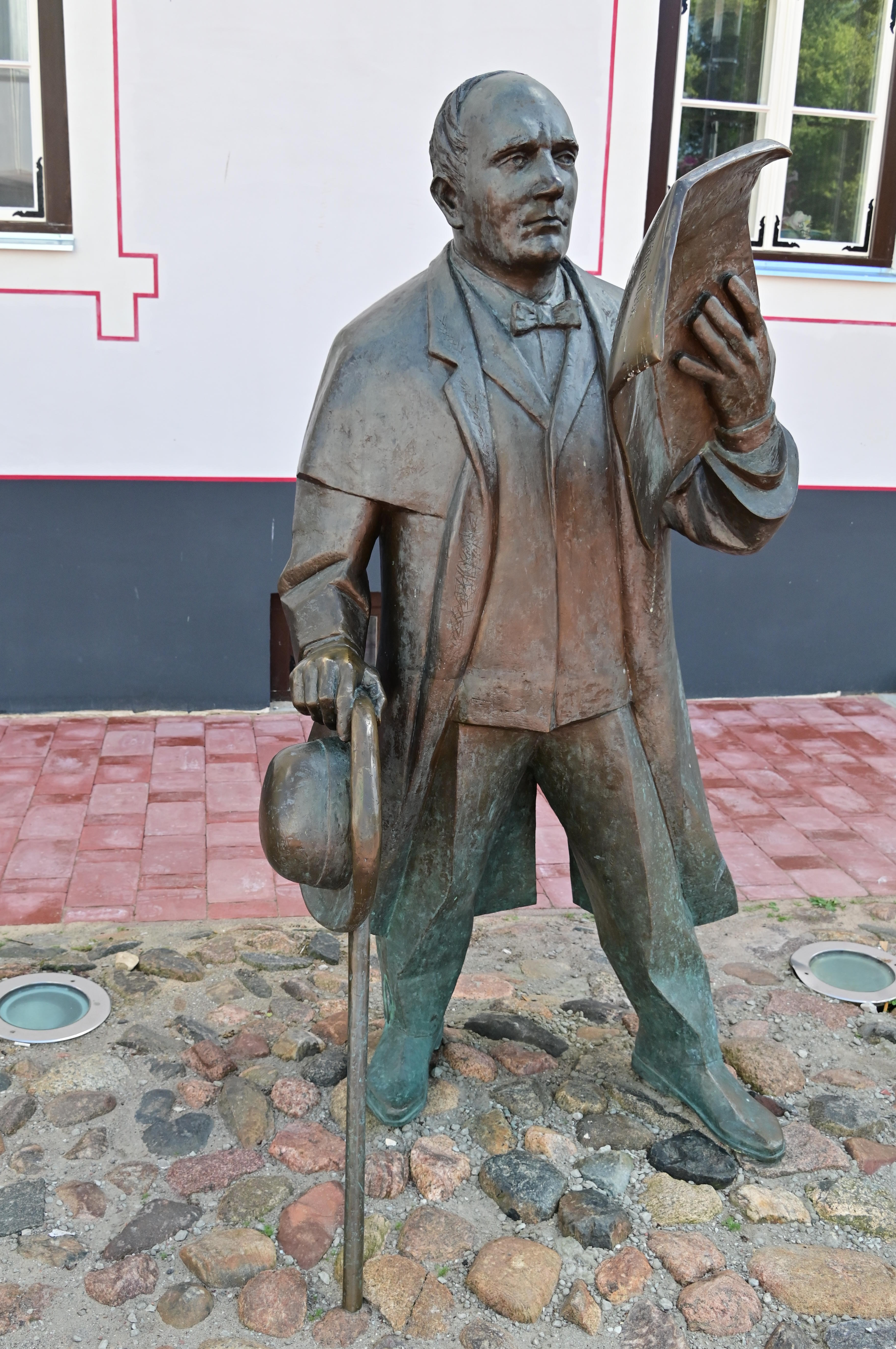
Denkmal für J. V. Jannsen in Pärnu

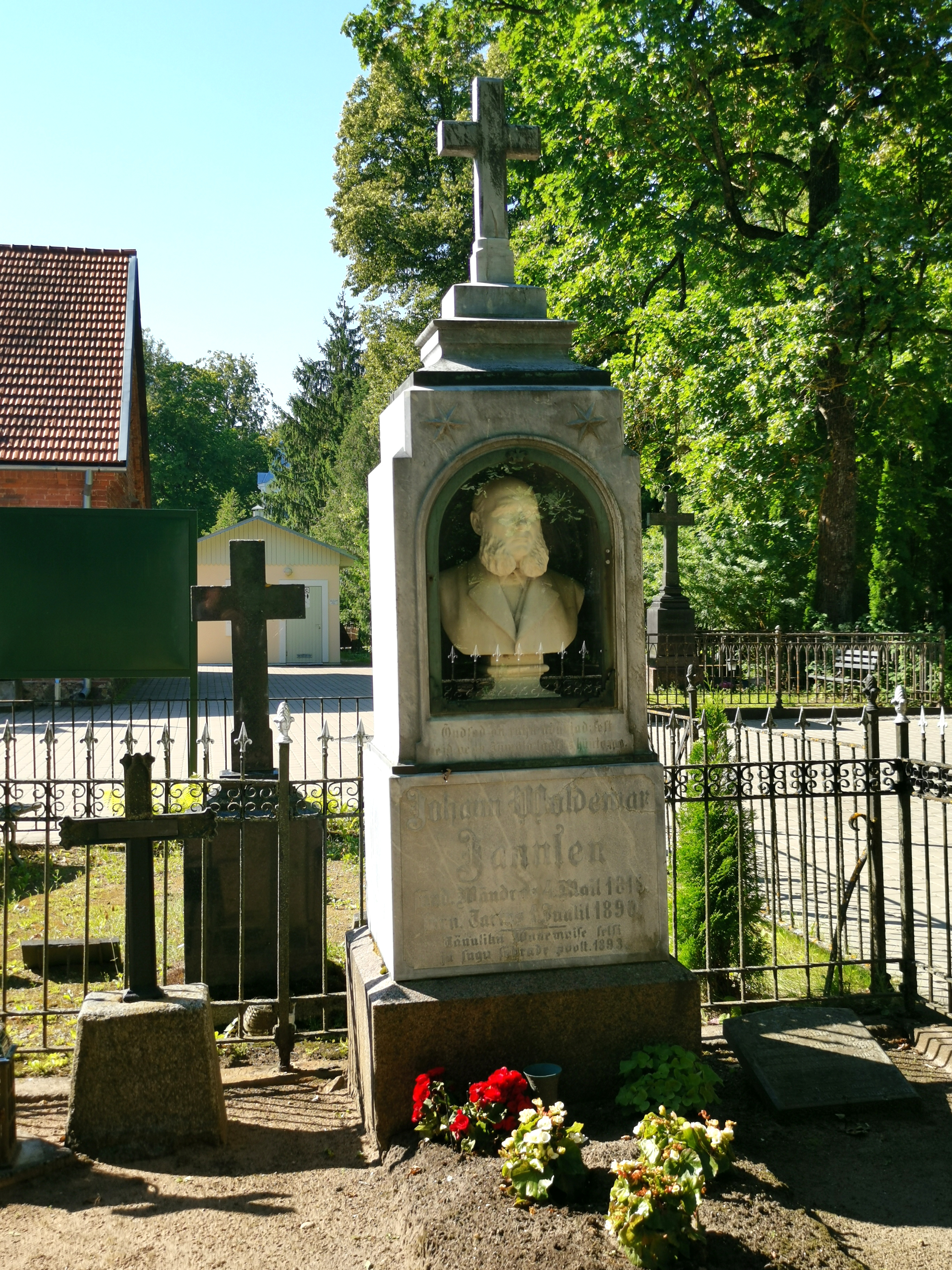
Grab auf dem Friedhof Tartu (Raadi kalmistu)

Johann Voldemar Jannsen (* 4. Maijul. / 16. Mai 1819greg. in Vana-Vändra (deutsch: Alt-Fennern), Landkreis Pärnumaa; † 1. Julijul. / 13. Juli 1890greg. in Tartu) war einer der wichtigsten estnischen Publizisten des 19. Jahrhunderts und Herausgeber von Volksliedsammlungen. Er war Mitgestalter der Zeit des nationalen Erwachens in Estland. Jannsen schrieb den Text zur späteren estnischen Nationalhymne.

## Leben und Werk
Jannsen war zunächst als Kantor und später als Küster tätig. Ab 1844 war er Lehrer an der Küster- und Kirchspielschule von Vändra. 1850 zog Jannsen nach Pärnu, wo er bis 1863 als Lehrer arbeitete. Seine schriftstellerische Tätigkeit begann mit der Übersetzung geistlicher Lieder. Seine drei Hauptwerke mit 1003 Liedern bilden noch heute einen wesentlichen Teil der geistlichen Literatur Estlands. 1860 gab Jannsen unter dem Titel Eesti Laulik (Estnisches Liederbuch) auch einen Band mit weltlichen Liedern für Chöre heraus.
Von 1857 bis 1863 war Jannsen für die Zeitung Pärnu Postimees (Perno Postimees ehk Näddalileht) als Redakteur und Publizist tätig. Sie unterstützte stark das Erwachen eines estnischen Nationalbewusstseins. Gleichzeitig bot sie für die vornehmlich bäuerliche Leserschaft Wissenswertes aus aller Welt und trug damit zur Volksbildung bei. In der ersten Ausgabe von Pärnu Postimees veröffentlichte Jannsen ein Gedicht, das zum ersten Mal die Esten nicht mehr wie bislang üblich als Maarahvas (Landvolk), sondern als Eesti rahvas (Esten) bezeichnete. Er gab damit in Rückbesinnung auf alte Quellen dem Volk seinen Namen und eine Identität.
1863 zog Jannsen nach Tartu und gab dort die Zeitung Eesti Postimees heraus. Sie wurde zu einem wichtigen Träger estnischen Nationalbewusstseins, stand aber in ihrer Tendenz auch der deutschbaltischen Kultur positiv gegenüber.
1865 gründete Jannsen in Tartu den Verein Vanemuine, der die ersten estnischsprachigen Theaterstücke aufführte. 1869 wurde nach dem Vorbild der deutschen Liederwettstreite das erste allgemeine estnische Sängerfest in Tartu veranstaltet. Das seitdem regelmäßig organisierte allgemeine Sängerfest ist bis heute Kristallisationspunkt des estnischen Nationalbewusstseins geblieben, insbesondere in der Zeit der Loslösung von der Sowjetunion.
Das Haus der Familie Jannsen in Tartu wurde zu einem Zentrum der Intellektuellen des Landes. Jannsen schrieb Texte für nationalgestimmte Lieder, u. a. auch den Text Mu isamaa, mu õnn ja rõõm (Mein Vaterland, mein Glück und meine Freude), der nach der Unabhängigkeit Estlands 1918 Nationalhymne wurde.
Jannsens Tochter Lydia Koidula wurde zu einer der bekanntesten Lyrikerinnen Estlands; Harry Jannsen war sein Sohn.

## Deutsche Übersetzungen
Die „Estnische Nationalhymne“ ist erstmals abgedruckt in: Estnische Klänge. Auswahl estnischer Dichtungen von Axel Kallas. Dorpat: Kommissions Verlag Carl Glück 1911, S. 45–46. Später ist eine andere Übersetzung (von V. Lepik) erschienen in: Mitteilungen aus baltischem Leben 1/1968, S. 2.
Drei Gedichte von Jannsen sind erschienen in: Estnische Gedichte. Übersetzt von W. Nerling. Dorpat: Laakmann 1925, S. 16–18 (worunter unter den Titel „Heimatlied“ abermals die Nationalhymne, ferner „Sehnsucht“ und „Stiller Abend“).